# Интали (Казигуртський район)
Интали́ (каз. Ынталы) — село у складі Казигуртського району Туркестанської області Казахстану. Входить до складу Кизилкіянського сільського округу.
У радянські часи село називалось Аганай.
Населення — 1602 особи (2021; 1384 у 2009, 1193 у 1999, 1104 у 1989).